# 南澤奈央
南澤奈央（1990年6月15日—）為日本女演員，真實姓名未公開，出生於埼玉縣大宮市（現在的埼玉市），所屬公司為Sweet Power經紀公司，身高163公分。

## 人物及簡歷

### 演出簡歷
- 2005年春，進入演藝圈[2]。
- 2006年9月，在《先生道》首次擔任單集主演。
- 2006年10月，在《戀愛星期天 New Type》首次擔任電視劇主演。
- 2007年3月， NTT東日本《DENPO115》為第一個出演的廣告[2]。
- 2007年4月，出演《生徒諸君！》，為首次出演的無線電視電視劇[2]。
- 2007年8月，被選為 第28回宣傳活動形像人物。
- 2007年11月，發表第一個寫真集。
- 2008年12月，出演《紅線》，首次擔任富士電視台電視劇及電影的主演，引人注目。
- 2009年4月，首次演出舞台劇[3]。 。
- 2014年演出NHK大河劇軍師官兵衛，飾演御辰（おたつ）。

### 人物
- 現在所屬的事務所是國中三年級先簽一年的合約，升高中後看到事務所前輩黑木美沙的舞台劇《あずみ》，甚為感動，決定進入演藝界。
- 英語檢定、漢字檢定皆有二級[4]。
- 憧憬的女演員是廣末涼子。喜歡的女演員是宮崎葵。
- 喜歡的食物是麵、蛋食[5]；不喜歡的食物是番茄。
- 擅長打籃球[5]。
- 喜歡的歌手是可苦可樂、Angela Aki。
- 喜好用iPod聽佐藤多佳子的小說《說、說、說 》的落語[6]。
- 喜歡的作家是東野圭吾；喜歡的小說是《秘密》[2]。
- 難對付的東西是幽靈，據說還未曾實際看過[2]。
- 同代在意的女演員是成海璃子[2]。
- 喜歡像京都、奈良這樣的歷史街。
- 珍貴的東西是從朋友、家人及支持者那收到的信[7]。
- 理想的男性類型是像父親一樣的人。[7]
- 家中老二, 有一個姐姐和一個弟弟。
- 2009年，在「自由選拔入學考試」中，立教大學現代心理學系合格。2013年畢業。父母也是立教大學畢業生[8]。

## 出演作品

### 娛樂節目
- 《デジ屋台（日语：デジ屋台）》（2006年10月1日、東京放送）
- 《腦內活化 IQ維他命（日语：脳内エステ IQサプリ）》（2007年10月20日、2008年12月6日、富士電視台）
- 《新堂本兄弟》（2009年2月22日、富士電視台）（唱的歌曲為）
- 《クイズプレゼンバラエティー Qさま!!（日语：クイズプレゼンバラエティー Qさま!!）》（2009年7月6日、朝日電視台）
- 《シルシルミシル（日语：シルシルミシル）》（2009年7月15日、朝日電視台）
- 《堂本剛真的好辛苦》（2009年9月2日、朝日電視台）

### 電視劇
註：粗體字之飾演角色為南澤奈央主演之劇集。
| 劇名                                                   | 電視台        | 首播日期   | 出演集數 | 飾演角色                 | 相關連結                       |
| ------------------------------------------------------ | ------------- | ---------- | -------- | ------------------------ | ------------------------------ |
| 2006年                                                 |               |            |          |                          |                                |
| 戀愛星期天 新人類                                      | BS-TBS        | 2006年10月 | 全劇     | 多多野百合               | 官方網站                       |
| 2007年                                                 |               |            |          |                          |                                |
| 戀愛星期天 第3系列                                     | BS-TBS        | 2007年4月  | 15       | 佐久間里香               | 官方網站                       |
| 生徒諸君！                                             | 朝日電視台    | 2007年4月  | 全劇     | 神崎步                   | 官方網站                       |
| 夏のホットBS!2007〜美絵素（ビーエス）四姉妹HOTな一日〜 | BSデジタル8局 | 2007年7月  | 全劇     | 美繪素奈央               | YouTube影片                    |
| 先生道                                                 | BS-TBS        | 2007年7月  | 6        | 岸谷利衣                 | YouTube影片                    |
| 2008年                                                 |               |            |          |                          |                                |
| 少女偵探之怪奇事件                                     | 日本電視台    | 2008年1月  | 全劇     | 栞                       | 官方網站（页面存档备份，存于） |
| 一磅的福音                                             | 日本電視台    | 2008年1月  | 全劇     | 紀子                     | 官方網站（页面存档备份，存于） |
| 畫牌美人                                               | 富士電視台    | 2008年2月  | 全劇     | 潮崎艾麗紗               | 官方網站                       |
| 森山家的驚爆危機！                                     | 日本放送協會  | 2008年3月  | 全劇     | 森山花                   |                                |
| 紅線                                                   | 富士電視台    | 2008年12月 | 全劇     | 竹宮芽衣                 | 官方網站                       |
| 2009年                                                 |               |            |          |                          |                                |
|                                                        | 富士電視台    | 2009年3月  | 全劇     |                          |                                |
|                                                        | 東京電視台    | 2009年6月  | 全劇     | 有我仁子                 | 官方網站（页面存档备份，存于） |
| 戀愛小說家·伊崎龍之介                                  | 朝日電視台    | 2009年7月  | 全劇     |                          | 官方網站                       |
| 2010年                                                 |               |            |          |                          |                                |
| GOLD                                                   | 富士電視台    | 2010年7月  | 集7-11   | 神代麻衣子               | 官方網站                       |
| 2012年                                                 |               |            |          |                          |                                |
| 高中入學考                                             | 富士電視台    | 2012年10月 | 全劇     | 瀧本綠                   | 官方網站                       |
| 2013年                                                 |               |            |          |                          |                                |
| 無名毒                                                 | 日本電視台    | 2013年7月  | 全劇     | 梶田梨子                 | 官方網站（页面存档备份，存于） |
| 2014年                                                 |               |            |          |                          |                                |
| 出色的選TAXI                                           | 關西電視台    | 2014年10月 | 全劇     | 宇佐見夏希（咖啡店女侍） | 官方網站                       |
| Last Doctor ～監察醫秋田的驗屍報告～                   |               | 2014年10月 |          |                          |                                |

コウノドリ 2015年11月

### 電影
註：粗體字之飾演角色為南澤奈央主演之電影。
| 片名     | 電影公司 | 公映日期       | 飾演角色 | 相關連結 |
| -------- | -------- | -------------- | -------- | -------- |
| 2007年   |          |                |          |          |
| 象的背影 | 松竹     | 2007年10月27日 | 藤山遙   |          |
| 2008年   |          |                |          |          |
| 山櫻     |          | 2008年5月31日  | 浦井勢津 | 官方網站 |
| 鐵馬頑童 | SHOWGATE | 2008年9月6日   | 永田櫻   | 官方網站 |
| 紅線     | 松竹     | 2008年12月20日 | 竹宮芽衣 | 官方網站 |

### 遊戲配音
- レイトン教授と魔神の笛

### 舞台劇
- （2009年4月3日－26日）- 演出

### 廣播
- 南澤奈央的真實愛戀（毎週星期三21:30～21:50、日本放送）

### PV
- 生物股長「SAKURA -2007 version-」（2007年）
- SE7EN（2007年）

### CM
- 「DENPO115」 (2007年)
- 第28回（2007年）
- （2007年）
- （2008年）
- 「NHK地球環保 2009」（2009年）

## 出版刊物

### PHOTO BOOK
- （附DVD）（ワニブックス）（1st寫真集）（2007年11月3日發售）ISBN 4-847-04050-3
- 《B.L.T. U-17》Vol.6 （東京ニュース通信社）（2008年5月7日發售）ISBN 4-863-36004-5
- （2008年8月20日發售）ISBN 4-768-30270-X
- （2008年10月20日發售）ASIN B001KP1G4S
- （學習研究社）（2st寫真集）（2009年2月26日發售）ISBN 4-054-03989-8

### 其他
- （2008年8月1日發售）ISBN 4-777-11021-4
- （2008年8月1日發售）ISBN 4-777-11022-2
- （2008年8月1日發售）ISBN 4-777-11023-0
- （2008年8月22日發售）ISBN 4-777-11069-9
- （2008年8月22日發售）ISBN 4-777-11024-9
- （2008年8月22日發售） ISBN 4-777-11025-7
- （2008年10月31日發售）ISBN 4-777-11157-1
- （2008年10月31日發售）ISBN 4-777-11158-X
- （2008年10月31日發售）ISBN 4-777-11159-8

## 外部連結
- 官方網站 （页面存档备份，存于）

## 註明
1. ↑  《BOMB》2009年3月號內容
2. 1 2 3 4 5 6  出自《 》2008年 04月號－『U-19女優圖鑑』內
3. ↑  .   [2009-02-28]. （原始内容存档于2009-03-01）.
4. ↑  2009年1月25日的內容
5. 1 2  官方網站 Profile－NAO's Way （页面存档备份，存于）
6. ↑  2008年10月27日中，與桐谷美玲的談話中發言
7. 1 2  2009年2月22日《新堂本兄弟》
8. ↑  .   [2009-02-25]. （原始内容存档于2009-03-01）.